# Seljefløyte
Seljefløyte (norwegisch, „Weidenflöte“), auch Seljeflöte, ist im engeren Sinn eine lange, seitlich angeblasene Kernspaltflöte aus Weidenrinde oder Kunststoff ohne Fingerlöcher, die in der norwegischen Volksmusik gespielt wird. Entsprechende Flöten sind in Schweden als sälgflöjt und in Finnland als pitkähuilu („lange Flöte“) bekannt. Nach einer heute kaum noch vertretenen Hypothese aus den 1920er Jahren soll die Naturtonreihe der zu den Obertonflöten gehörenden seljefløyte die melodische Struktur der norwegischen Volksmusik geprägt haben.
Darüber hinaus steht seljefløyte in Norwegen wie sälgpipa in Schweden und pajupilli in Finnland für kurze, längsgeblasene Weidenflöten oder -pfeifen, die im Frühjahr aus Baumrinde meist als Kinderspielzeug hergestellt werden.

## Herkunft und Verbreitung

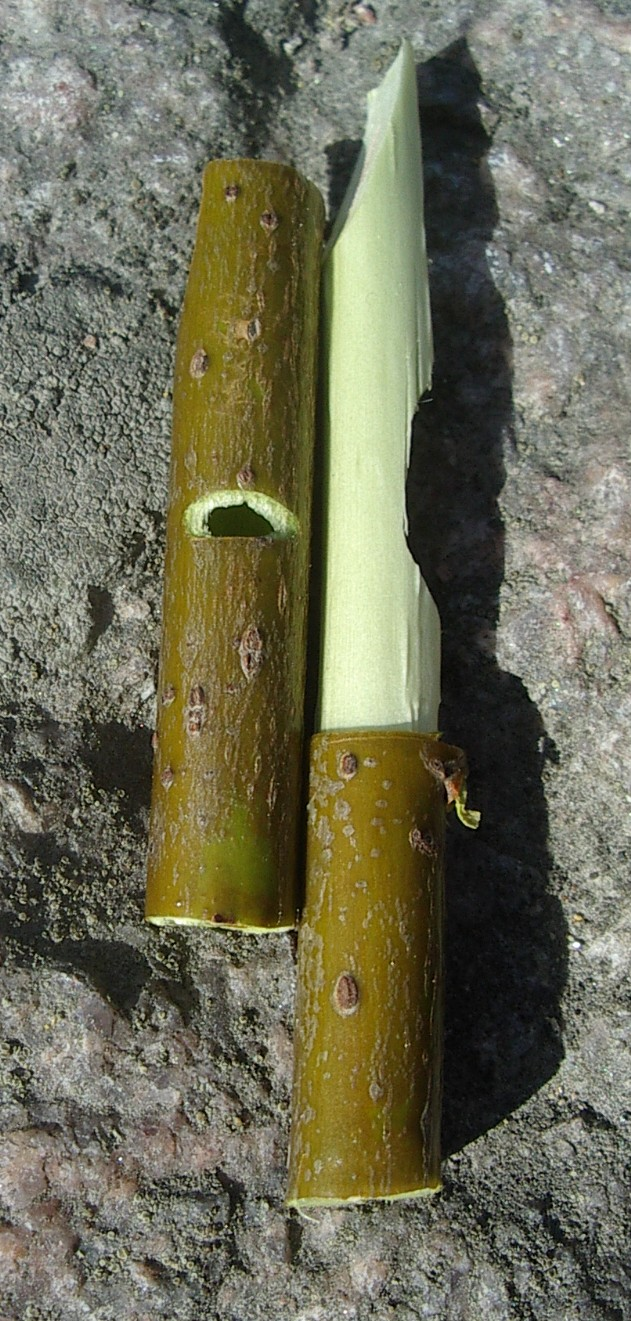
Kurze Weidenflöte

Flöten gab es in Europa wahrscheinlich seit der Altsteinzeit. Längsgeblasene, grifflochlose Kerbflöten, bei denen der Luftstrom an die Schneidenkante einer am oberen Rand (Randkantenflöte) oder seitlich am Rohr angebrachten Kerbe trifft (Kernspaltflöte), sind in ihrem einfachsten und ältesten Typus kurze Pfeifen, die nur einen Ton erzeugen, aber in einem relativ breiten Formenspektrum vorkommen. Dieses Spektrum reicht vom Federkiel einer Straußenfeder, der über die Kante angeblasen wird und am unteren Ende geschlossen ist, über Bambuspfeifen in Südostasien mit einer runden Einkerbung am oberen Ende bis zu Gefäßflöten aus einer Fruchtschale. Bei Querflöten ist das Anblasloch fast immer in der Nähe eines Endes, um die gesamte Länge der Spielröhre für die Tonerzeugung nutzen zu können. Daneben sind einfache Querflöten mit einem mittigen Blasloch und zwei offenen Enden oder einem offenen und einem geschlossenen Ende bekannt. Ein ungewöhnliches Beispiel hierfür ist die indische surpava. Zu den weltweit seltenen Querflöten ohne Fingerlöcher gehört auch die in Uganda aus einem Blütenstängel angefertigte ludaya. Sie wird ähnlich wie die seljefløyte gespielt.
Durch Blasversuche mit Pflanzenröhren erlernten die Menschen in prähistorischer Zeit die Verwendung von Obertönen zum Musizieren. Neben der Spieltechnik, durch einen höheren Blasdruck mit einer Flöte Obertöne zu produzieren, wurden ebenfalls in sehr früher Zeit mehrere Röhren, die jeweils nur einen Grundton hervorbringen, zu Panflöten gebündelt. Der älteste skandinavische Fund einer Kernspaltflöte ohne Fingerlöcher ist eine drei Zentimeter lange, steinzeitliche Knochenröhre in einer Steinkiste im schwedischen Falköping. Sie wurde vermutlich zur Imitation eines Vogelrufs bei der Jagd eingesetzt. Möglicherweise diente der Knochenfund als separates Mundstück an einem längeren Pflanzenstängel.
Der aus East Anglia (Ostengland) stammende Macclesfield Psalter ist eine vermutlich zwischen 1325 und 1335 entstandene Bilderhandschrift, die, seit sie 2004 der Fachwelt bekannt wurde, wegen ihrer außergewöhnlich qualitätvollen Illustrationen gewürdigt wird. Unter den abgebildeten Musikinstrumenten kommt die gerade Langtrompete am häufigsten vor. Ferner sind Schnabelflöten dargestellt, die wohl als Einhandflöte zusammen mit dem Tabor (Zylindertrommel) gespielt wurden. Auf zwei Blättern (ff. 187v und 188) bläst ein Mann eine quer mit der rechten Hand gehaltene Obertonflöte, deren unteres Ende er mit dem Zeigefinger der linken Hand verschließt. Die Röhre scheint aus Baumrinde zu bestehen, während im Bereich der Einblasöffnung helles Holz hervortritt. Die Beschreibung der Flöte entspricht genau der seljefløyte, wobei die beiden Abbildungen in mittelalterlichen Manuskripten einzigartig oder zumindest äußerst ungewöhnlich sind.
Heute sind Obertonflöten in Europa hauptsächlich in der Volksmusik der Slawen in Osteuropa verbreitet. Beispiele sind die aus einem Holunderzweig hergestellte koncovka in der Slowakei, die tilincă in Rumänien, die kalyuka in Russland und die csilinko in Moldawien. Grifflochlose Weidenflöten, die als Obertonflöten gespielt werden, sind aus dem polnischen Teil des Tatra-Gebirges bekannt. Sie besitzen bei rund 30 Zentimetern Länge einen verschiebbaren und am Ende verschließbaren Hohlkolben, mit dem die Tonhöhe zusätzlich verändert werden kann.

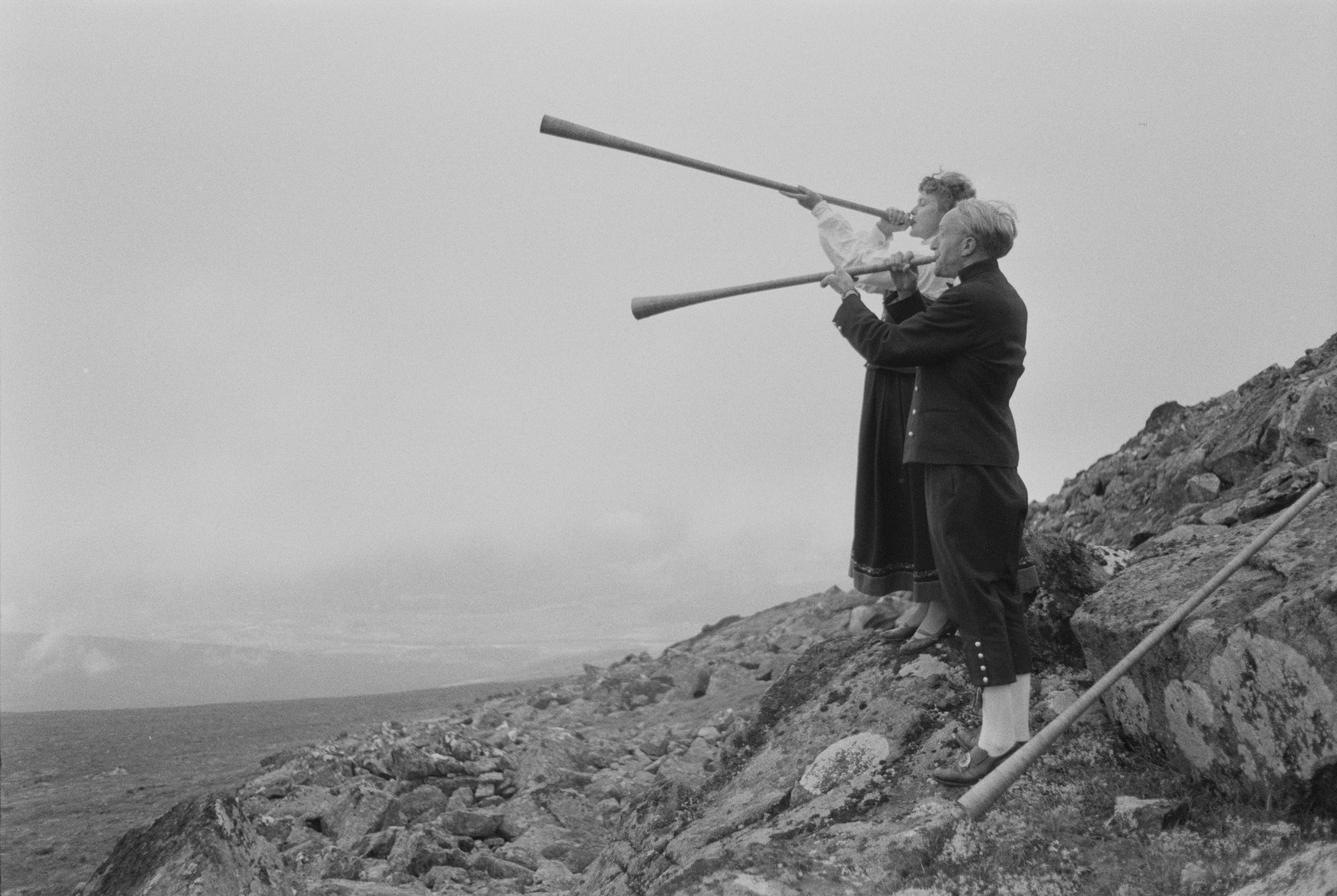
Egil Storbekken bläst die hölzerne Naturtrompete lur. Aufnahme zu einem Film in Alvdal, August 1963

Zum Brauchtum gehörte in vielen Regionen, im Frühjahr, wenn sich die Rinde gut vom Holz abziehen lässt, Weidenpfeifen für Kinder herzustellen. Eine kleine Pfeife aus Weidenrinde heißt bei den Sorben tulawa, in Estland sörmlik, in Polen szyposz, in Ungarn szipóka, in Russland sipow und in Serbien sipovka. In den baltischen Staaten sind diese Weidenpfeifen, die nur einen Ton hervorbringen, als pajupill, svilpe, svelpïte, düda und švilpu bekannt. Ein alter bairischer Name für eine Kinderflöte mit Grifflöchern aus Weidenrinde ist Felerpfeife oder Felwerpfeife.
Einfache Blasinstrumente aus gebogener oder gerollter Rinde waren fast weltweit verbreitet und wurden häufig als Signalinstrumente von Jägern verwendet. Aus zwei Hälften gefertigte Holztrompeten werden häufig nach dem Zusammenfügen mit Birkenrinde umwickelt. In Litauen benutzten Hirten eine solche, trubá genannte Naturtrompete, die dem skandinavischen Alphorn lur (Plural lurer) aus Fichtenholz mit einer Umwicklung aus Birkenrinde entspricht. In Norwegen heißt diese Rindentrompete neverlur und in Schweden näverlur. Im 19. Jahrhundert riefen die Jäger in der englischen Grafschaft Oxfordshire am Pfingstmontag mit einem whit-horn zur Rehjagd. Das whit-horn (auch may-horn) war eine aus weicher Birkenrinde gewickelte, konische Röhre mit einem separaten Doppelrohrblatt und wurde zusammen mit einem einzigen Ton produzierenden Weidenpfeifen geblasen.
Alle norwegischen Flötentypen besitzen einen Kernspalt. Die norwegischen Eintonpfeifen aus Rinde oder Knochen wurden von Jägern verwendet, um Tierstimmen zu imitieren. Außer den Flöten, der Holztrompete lur und einem einst von Hirten geblasenen Ziegenhorn (in Norwegen bukkehorn) mit Fingerlöchern und einem heteroglotten (separatem) Einfachrohrblatt sind kaum traditionelle Blasinstrumente überliefert. Die Einführung der Klarinette Mitte des 18. Jahrhunderts regte die Norweger an, diese im Eigenbau zu kopieren oder aus Holz einfachere Formen von Einfachrohrblattinstrumenten ähnlich der finnischen mänkeri anzufertigen. Die meisten sind heute museal. Ein einzigartiges skandinavisches Blasinstrument aus einem grünen Pflanzenstängel, das wie die Weidenflöten nur eine Lebensdauer von wenigen Tagen hat, ist das von den Samen überlieferte fadno.

## Bauform

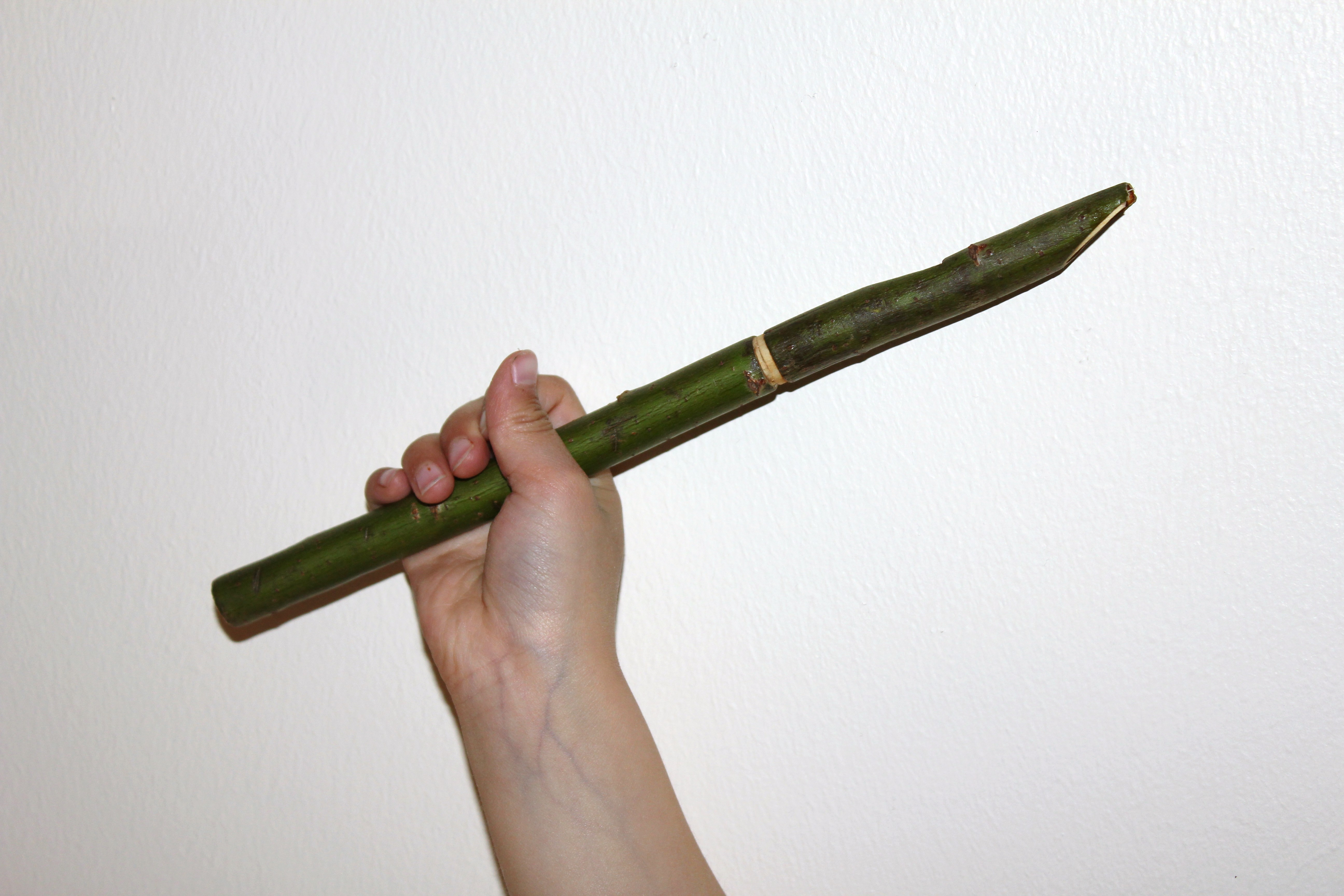
Kurze endgeblasene seljefløyte

Einfache Pfeifen für Kinder werden überall, wo Sal-Weiden wachsen, im Frühjahr aus einem saftigen Weidenzweig angefertigt. Bei einem 10 bis 15 Zentimeter langen Zweig wird ein Ende schräg als Mundstück zugeschnitten und an der gegenüber liegenden Seite eine Kerbe angebracht. Kurz vor dem anderen Ende wird die Rinde ringsum eingeschnitten, mit dem Messergriff leicht beklopft und durch vorsichtiges Drehen und Ziehen abgezogen. Ein kurzes Stück des entfernten Zweiges wird längs für den Windkanal etwas abgeflacht und als Blockflötenkopf wieder eingesetzt. Den verbleibenden Zweig schiebt der Spieler von der anderen Seite in das Rindenröhrchen, sodass sich eine am unteren Ende geschlossene Flöte ergibt, deren Ton durch die Position des eingeschobenen Zweiges in gewissen Grenzen verändert werden kann.
Anders als diese kurzen Weidenflöten, die ebenso in Skandinavien vorkommen, besteht die seljefløyte traditionell aus einer durchschnittlich 60 Zentimeter langen Weidenrindenröhre. Der verwendete Zweig darf keine Seitentriebe haben. Die Herstellung erfolgt handwerklich wie bei den kurzen Weidenpfeifen. Zunächst wird bei der seitlich angeblasenen seljefløyte etwa zehn Zentimeter vom oberen Ende eine Kerbe als Schneidenkante angebracht, dann wird etwa fünf Zentimeter oberhalb die Rinde eingeschnitten und vom Zweig abgezogen. Der Zweig wird an dem in der Hand verbliebenen Ende auf etwa zehn Zentimeter gekürzt, sodass das in das Rindenrohr zurückgeschobene Stück bis in die Öffnung der Schneidenkante reicht. Bevor dies geschieht, wird das Zweigstück auf halber Länge längs für den Windkanal abgeflacht. Das aufgesetzte Endstück leitet die seitlich eingeblasene Luft rechtwinklig um und führt sie zur Schneidenkante. Das untere Ende des Weidenrohrs bleibt offen. Der Spieler kann durch zunehmenden Blasdruck eine aufsteigende Reihe von Naturtönen produzieren. Indem er mit dem Finger abwechselnd das untere Ende öffnet und schließt, sind acht bis zehn oder mehr Töne spielbar. Der Grundton ist schwer hervorzubringen, dafür sind die Obertöne vom zweiten bis zum fünfzehnten zu verwenden.
Flöten aus Weidenrinde oder einer anderen Baumrinde können nur im Frühjahr und Frühsommer hergestellt werden, bevorzugt Mitte Mai, wenn Holz und Rinde am saftreichsten sind. Auch wenn die Flöte bei Nichtgebrauch unter Wasser frisch gehalten wird, ist sie nur wenige Tage (ein bis zwei Wochen) haltbar. Eine ausgetrocknete Rinde macht das Instrument unspielbar. Dass sich trotz der kurzen jährlichen Verwendungszeit eine Spieltradition auf der seljefløyte etablieren konnte, liegt möglicherweise an der musikalischen Verwandtschaft zwischen ihr und den anderen Naturtoninstrumenten bukkehorn und lur (neverlur), die im Fall der lur namentlich bis auf die bronzezeitlichen Luren zurückgeht.
Die Tradition der Weidenrindenflöten ist in Norwegen bis heute lebendig. Deswegen wurden, um ganzjährig musizieren zu können, in den 1960er Jahren seljefløyte aus Kunststoff (PVC-Rohr) eingeführt. Die Plastikröhre ist mit bedrucktem Papier umwickelt, um ihr das Aussehen von Rinde zu verleihen. Als Erfinder der Kunststoff-seljefløyte gilt der norwegische Volksmusiker und Komponist Egil Storbekken (1911–2002), auf den auch die Einführung der tussefløyte zurückgeht, einer norwegischen Variante der Blockflöte.

## Spielweise

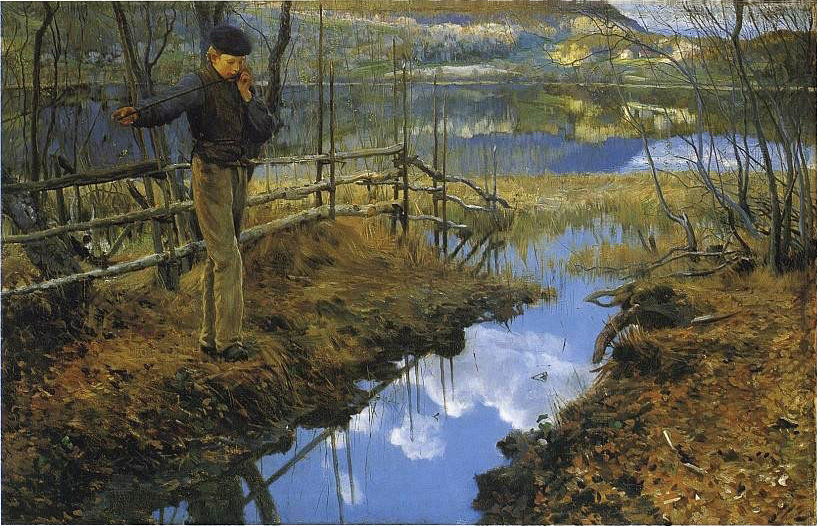
Junger seljefløyte-Spieler in bukolischer Landschaft. Ölmalerei von Christian Skredsvig, 1889

Die seljefløyte wurde früher nur im privaten Kreis hauptsächlich von Schäfern gespielt. Erst seitdem es die Flöte in dauerhaftem Material gibt, verwenden sie auch Berufsmusiker bei Konzerten. Über den musikalischen Gebrauch der seljefløyte ist – wie über die norwegische Volksmusik insgesamt – aus der Zeit vor Mitte des 19. Jahrhunderts kaum etwas bekannt. Erstmals begann Ludvig Mathias Lindeman 1848, angeregt durch die norwegische nationalromantische Bewegung, systematisch Volkslieder zu sammeln. Die nächste Phase der norwegischen Volksmusikforschung begann um 1900. Das fachliche Interesse an der seljefløyte wurde Ende der 1920er Jahre geweckt, nachdem der Musikforscher Eivind Groven sein Büchlein Naturskalaen. Tonale lover i norsk folkemusikk, bundne til seljefløyte („Naturtonskalen. Gesetze der Tonalität in der norwegischen Volksmusik verbunden mit der Weidenflöte“, 1927) veröffentlicht hatte. Groven beschrieb die seljefløyte als ein Instrument der meist männlichen Schäfer. Es sind jedoch Einzelfälle von Mädchen bekannt, die Schafe hüteten, Flöte spielten und auch an den sonstigen Aktivitäten der Hirtenjungen teilnahmen. Wie Ola Kai Ledang (1986) mitteilt, war es aber für Frauen unüblich, das für jeden Mann obligate Messer am Gürtel zu tragen und zu verwenden, weshalb sie die seljefløyte nicht selbst herstellen konnten.
In den 1920er und 1930er Jahren ging die Tradition der Viehhirten in den Bergen zurück, bedingt durch eine mechanisierte Landwirtschaft und modernere Methoden der Viehhaltung. Mit der seit der Wikingerzeit praktizierten Art der Viehwirtschaft verschwanden die damit verbundenen musikalischen Aktivitäten, zu denen neben dem Flötenspiel und den als Signalinstrumente eingesetzten Naturtrompeten auch besondere, der Verständigung dienende Rufgesänge gehörten. Das einstige kulturelle Umfeld der seljefløyte ist Geschichte. Die heutige Wiederbelebung der seljefløyte für eine neue Spielweise in Konzerten und ihre Beliebtheit bei Einheimischen und Touristen ist dem dauerhaften Kunststoff zu verdanken, während neverlur und bukkehorn nach wie vor aus den herkömmlichen Naturmaterialien hergestellt werden.
Bemühungen Anfang des 20. Jahrhunderts, die tonalen Gesetzmäßigkeiten der norwegischen Volksmusik zu verstehen, ließen den Volksmusikforscher Erik Eggen (1877–1957) den Tonvorrat der Griffbrettzither langeleik untersuchen. In seiner Dissertation von 1923 (Skalastudier: studier over skalaens genesis på norrønt område) zog er die Schlussfolgerung, dass die beiden angenommenen Skalen der norwegischen Volksmusik im Wesentlichen auf zwei harmonischen Naturtonreihen basierten. Zu diesem Ergebnis kam auch Eivind Groven 1927, allerdings nicht auf der problematischen Basis ungenau gestimmter Saiteninstrumente, sondern indem er die Melodieverläufe der seljefløyte analysierte, die sich aus deren akustischen Grenzen ergaben. Sein Bestreben war, aus einer großen Zahl schriftlich fixierter Volkslieder gleichartige Melodiestrukturen herauszufiltern, um diese auf von der Flöte hervorgebrachte Naturtonintervalle zurückzuführen. Auch wenn Grovens Hypothese heute schwerlich noch vertretbar erscheint, übte sie einen beträchtlichen Einfluss auf die norwegische Volksmusikforschung aus. Nicht in das System passende, unregelmäßige Intervalle wie die „neutrale Terz“ (zwischen einer großen Terz aus vier Halbtönen und einer kleinen Terz aus drei Halbtönen liegend) überging Groven schlichtweg. Außerdem demonstrieren alte langeleik einen wesentlichen Aspekt der Tonalität norwegischer Volksmusik: Sie kennen keine Halbtöne und bringen stattdessen als kleinstes Intervall einen ungefähren Dreivierteltonschritt hervor.
Seit den 1960er Jahren kommt die Kunststoff-seljefløyte in einem neuen musikalischen Umfeld vor. Zum einen wird sie bei den Volksmusik- und Tanzwettbewerben kappleikar (Singular kappleik) gespielt. Diese wurden um 1900 eingeführt; damals musizierten bei den regionalen Wettbewerben vorwiegend Ensembles mit Hardangerfiedeln oder Violinen. Die landesweiten Volksmusikmeisterschaften landskappleiken finden jährlich seit 1923 statt. Heute gibt es neben Volkstänzen und Schauspielen Wettbewerbsaufführungen mit Fiedel, Akkordeon, seljefløyte, langeleik, Maultrommel und Vokalmusik (kveding). Zum anderen ist die seljefløyte seitdem bei öffentlichen Konzerten und Aufführungen in Schulen zu hören, ihre Musik wird im Rundfunk gesendet und auf Tonträgern verbreitet. Die so popularisierte Spielweise der seljefløyte geht wesentlich auf die von Eivind Groven und dem Musiker Marius Nytrøen (1896–1993) aus dem Dorf Vingelen in der Region Østerdalen überlieferte Tradition zurück. Nytrøen war Bauer und erlernte das seljefløyte-Spiel in seiner Jugend als Schafhirte. Ähnlich hatte Eivind Groven aus Lårdal in Telemark das Flötenspiel als Kind auf dem Land erlernt.
Die Suche nach Authentizität führte eine Gruppe von Musikern im zeitgenössischen Jazz zur Volksmusik ihrer Heimatregion, aus der sie melodische und rhythmische Elemente oder traditionelle Instrumente in eine neue Art internationalisierten Stil übernehmen, jenseits der Nationalromantik klassischer Komponisten in Norwegen im 19. Jahrhundert.
Im keltisch-skandinavischen Akustikduo Kelpie spielt der schottische Gitarrist Ian Melrose gelegentlich seljefløyte. Auch der norwegische Saxofonist Jan Garbarek verwendet auf der 2009 veröffentlichten Doppel-CD Dresden – In Concert bei einem Titel eine seljefløyte. Steinar Ofsdal (* 1948), Silje Hegg (Gruppe Blåmann Blåmann) und Anne Sofie Linge Valdal (Gruppe Fribo) sind norwegische Flötisten, die auch seljefløyte spielen.